# Волосы (мюзикл)
«Во́лосы» (англ. Hair) — психоделический мюзикл, который является вехой хиппи-движения 1960-х годов. Музыка написана Гэлтом Макдермотом, слова — Джеймсом Рэдо и Джеромом Раньи. Премьера состоялась в Нью-Йорке 17 октября 1967 г. В апреле 1968 г. переместился на одну из сцен Бродвея, где выдержал 1873 представления. В том же году поставлен в Лос-Анджелесе и Лондоне.
В ноябре 1999 года в Московском театре эстрады была показана американская авторская версия мюзикла, поставленная режиссёром Бо Кроуэллом и продюсером Майклом Батлером совместно с Московским театром музыки и драмы Стаса Намина. Затем постановка была адаптирована и в январе 2000 года состоялась премьера российской версии в Театре юного зрителя. Мюзикл до сих пор с успехом идет в Московском театре музыки и драмы Стаса Намина.

## Сюжет

### Акт I
Клод, как лидер «племени», сидит в центре сцены, пока остальное племя гуляет в зрительном зале. Члены племени Шейла (студентка Нью-Йоркского университета) и Бергер (непочтительный свободный дух) вырывают прядь волос Клода и бросают в пламя костра. Через некоторое время племя устремляется на сцену и они начинают петь о том, что они дети Эры Водолея («Aquarius»). Затем Бергер снимает штаны и демонстрирует зрителю набедренную повязку, после чего спускается в зрительный зал, представляясь «психоделическим плюшевым мишкой» и «ищет свою Донну» («Donna»).
Племя зачитывает список разных действующих на сознание веществ, легальных и нелегальных («Hashish»). Вуф, нежная душа, превозносит несколько сексуальных практик («Sodomy») и говорит «Я всех люблю». Он любит растения, семью, зрителей, которым говорит «Мы все одно». Хад, боевой афроамериканец, спускается на сцену сверху, скользя по шесту. Он провозглашает себя «президентом Соединённых Штатов Любви» («Colored Spade»). С явно поддельным английским акцентом Клод говорит, что он «самый красивый зверёк в их лесу» из «Манчестера в Англии» («Manchester»). Но кто-то из племени напоминает ему, что он из Флэшинга в штате Нью-Йорк. Хад, Вуф и Бергер называют свой цвет («I’m Black»), а Клод зачисляет себя в «невидимые». Племя зачитывает список вещей, которых им не хватает («Ain’t Got No»). Четверо афроамериканских членов племени зачитывают названия дорожных знаков в символической последовательности («Dead End»).
На сцену выходит Шейла («I Believe in Love») и под её управлением племя начинает скандировать. Продолжается начатая чуть ранее песня «Ain’t Got No (Grass)». Джини, эксцентричная девушка, появляется в противогазе и в виде сатиры рассказывает нам о загрязнении экологии («Air»). Она беременна и влюблена в Клода. Несмотря на то, что она хотела ребёнка от Клода, на деле «залетела от какого-то ширяющегося». Племя начинает ссылаться на LBJ (президент Линдон Б. Джонсон), ФБР (Федеральное Бюро Расследований), ЦРУ (Центральное Разведывательное Управление) и ЛСД («Initials»). Шестеро членов племени появляются на сцене в виде родителей Клода, ругая его за всё подряд — отсутствие работы, горы бумажных вырезок, бумажек. Они заявляют, что не будут давать ему деньги и «только армия сделает из тебя нормального человека». Вопреки всему, Клод поёт о своей жизнеспособности («I Got Life»).
Раздав племени мнимые таблетки и заявив, что настоящие остались Ричарду Никсону, Папе Римскому и «Алабаме Уоллес», Бергер рассказывает, как его выгнали из школы («Goin' Down»). Клод возвращается с призывной комиссии, которую успешно прошёл. Он делает вид, что сжигает повестку на Вьетнамскую Войну, но Бергер вовремя тушит и оказывается, что это был читательский билет. Клод мучается в раздумьях, что же ему делать.
Два члена племени, одетых в туристов, выбегают на сцену спросить, зачем они носят такие длинные волосы. В ответ Клод и Бергер вместе с остальным племенем объясняют их значимость («Hair»). Леди-туристка утверждает, что дети должны быть «свободными и невинными» и «делать, что хотят, пока это никому не вредит». Она также отмечает, что длинные волосы такая же естественная вещь, как «элегантное оперение самцов птиц» («My Conviction»). Она открывает своё пальто, чтобы показать, что на деле она мужчина. Когда искусственная грудь спадает, племя даёт ей имя Маргарет Мид.
Шейла вручает Бергеру жёлтую рубашку. Он попадает впросак и в конце концов рвёт её надвое. Шейла заявляет о своём опасении, что Бергера больше волнует мнение толпы чем её («Easy to Be Hard»). Джини резюмирует романтический многоугольник: «Я тащусь по Клоду, Шейла тащится по Бергеру, Бергер тащится по всему вокруг. Клод же тащится быть крестом над Шейлой и Бергером.» Племя возвращается с флаерами для зрителей, которых приглашает уйти в себя («Hare Krishna»). Бергер, Вуф и остальное племя поют сатирическую песню о том, как они должны обращаться с американским флагом («Don’t Put it Down»). Затем молодая и невинная Крисси описывает Фрэнка («Frank Mills»), парня, которого она ищет, племя же тем временем продолжает номер «Be-In». Мужская половина сжигает повестки, Клод сначала протягивает в огонь и свою, но передумывает и достаёт обратно. Он спрашивает «Где же это что-то, Где же этот кто-то, Который решает, должен ли я жить или умереть?» («Where Do I Go»). Всё племя раздевается догола, повторяя «бусы, цветы, свобода, счастье».

### Акт II
Четверо членов племени поют «Electric Blues». После паузы в виде затемнения, на сцене появляется всё племя с песней «Oh Great God of Power.» Клод ушёл в индукционный центр, а члены племени разыгрывают воображаемую беседу с ним: «Суть проекта в том, чтобы белые послали чёрных воевать с жёлтыми за землю, отнятую у красных». Вернувшись, Клод дарит Вуфу постер с Миком Джаггером. Вуф приходит от подарка в восторг, потому что, как он сам говорит, тащится по Джаггеру. Три светлокожие женщины племени говорят, чем им нравятся темнокожие мальчики («Black Boys»), а три темнокожие отвечают тем же самым, но про светлокожих мальчиков («White Boys»).
Бергер даёт Клоду косяк, который вскоре начинает действовать и у племени начинаются видения («Walking in Space»). Ему видится, как он прыгает с парашютом в джунгли Вьетнама. Бергер появляется в виде Генерала Джорджа Вашингтона и приказывает отступить из-за нападения индейцев. Индейцы перестреливают всех людей Вашингтона. Появляется Генерал Улисс С. Грант и начинает перекличку: Авраам Линкольн (играет темнокожая женщина из племени), Джон Уилкс Бут, Калвин Кулидж, Кларк Гейбл, Скарлетт О’Хара, Арета Франклин, Полковник Джордж Кастер. Клод Буковски оказывается в конце списка, но Кларк Гейбл говорит «этого не может быть». Они все танцуют менуэт, пока три африканских колдуна-лекаря не убивают их — всех, кроме Авраама Линкольна, который говорит «Я один из вас». Линкольн, после того, как трое африканцев поют ему дифирамбы, читает альтернативную версию Геттисбергской речи («Abie Baby»). Бут стреляет в Линкольна, но Линкольн отвечает «Я не умру, кроме как за белого человека».
Видения продолжаются появлением четверых буддистских монахов. Один льёт на другого бензин, тот загорается (напоминает самосожжение Тич Кванг Дюка) и с криками убегает. Три католические монахини душат оставшихся. Три астронавта застреливают монахинь лазерными пушками. Трое китайцев вонзают ножи в астронавтов. Трое коренных американцев убивают китайцев луками и томагавками. Три зелёных берета расстреливают коренных американцев из автомата, а затем и друг друга. Сержант и двое родителей появляются с костюмом, висящем на вешалке. Родители говорят костюму, словно это их сын, что они им очень гордятся. Трупы оживают и играют как дети. Игры становятся насильными и они снова убивают друг друга. Они восстают из мёртвых вновь («Three-Five-Zero-Zero») и в конце сцены два члена племени поют над трупами стихи Шекспира о благородстве человека («What A Piece of Work Is Man»).
Очнувшись, Клод говорит «Я не хочу больше шататься по улицам… я знаю, кем хочу стать… невидимкой». Когда все начинают смотреть на луну, Шейла и остальные наслаждаются светом звёзд («Good Morning Starshine»). Племя поёт о старом матрасе («The Bed»). Клод остаётся наедине со своими сомнениями. Он оставляет племя, укутанное одеялом в разгар снежной бури. Они вновь начинают скандировать, а потом замечают, что Клода среди них нету. Бергер кричит «Клод! Клод!» Клод появляется в военной форме и со стриженными волосами, но они его не видят, потому что он стал невидимкой. Клод говорит «Нравится это вам или нет, но меня приняли».
Клод и остальные поют «Flesh Failures». Племя выходит на первый план, оставляя Клода позади и его текст второй раз начинают петь Шейла и Дионн. Всё племя начинает песню «Let the Sun Shine In» и расходится. В центре сцены лежит Клод, накрытый чёрной тканью. Занавес закрывается и, когда он вновь открывается, племя зовёт зрителей на сцену и снова поёт «Let the Sun Shine In».

## Интересные факты
- В последней сцене I акта мюзикла все его участники появляются перед зрителями обнажёнными.
- В премьерных постановках были заняты многие молодые люди, которые станут известными годы спустя, — Дайан Китон (в Нью-Йорке), Мит Лоуф и Дженнифер Уорнс (в Лос-Анджелесе), Жак Устен (в Брюсселе), Донна Саммер и Лиз Митчелл (в Берлине).
- В постановках 1969 года участвовала нидерландская группа Focus.
- Несколько песен из мюзикла были выпущены в 1968 и 1969 годах отдельными синглами: «Aquarius/Let the Sunshine In» в исполнении группы The 5th Dimension на протяжении пяти недель возглавлял Billboard Hot 100, в то время как в Великобритании особым успехом пользовалась «Ain’t Got No — I Got Life» в исполнении соул-певицы Нины Симон.
- В 1979 году режиссёр Милош Форман снял киноверсию мюзикла.